# Villa María (San José)
Villa María es una localidad uruguaya del departamento de San José.

## Ubicación
La localidad se encuentra situada en la zona sur del departamento de San José, sobre la ruta 3 en su km 72, próximo a su intersección con la ruta 1.

## Población
En 2011 la localidad contaba con una población de 630 habitantes.
| 104           | 209 | 279 | 322 | 512 | 620 |
| (Fuente: INE) |     |     |     |     |     |